# Хористки
«Хористки»[уточнить] (англ. Ladies of the Chorus) — американский романтический мюзикл 1948 года режиссёра Фила Карлсона. Первый фильм, в котором Мэрилин Монро играет главную роль.
Во время выхода фильма на экраны, критики отнесли его к фильмам категории B. Он быстро исчез из кинотеатров, а контракт Монро со студией Columbia не был продлён. Изначально имя Адель Джергенс было указано первым на всех постерах, включая титры, в то время как имя Мэрилин Монро — вторым. После того, как в начале 1950-х годов Монро стала мировой звездой, студия решила извлечь выгоду из славы актрисы и перевыпустила «Хористок» в кинотеатрах. Тогда её имя и изображение в полный рост украшали все постеры фильма, в том числе вступительные титры.

## Сюжет
Мать Мэй и дочь Пегги Мартин вместе танцуют и поют в шоу-бурлеске. Мэй контролирует каждый шаг дочери, стараясь оградить её от ошибок своей молодости. Но Пегги все равно встречает своего избранника Рэнди Керролла и сильно в него влюбляется. Матери сложно дать своё благословение, ведь несколько десятков лет назад она очень сильно разочаровалась в том, что девушки из бурлеска могут выходить замуж за богатых кавалеров. Видя искренние чувства Рэнди и Пегги она все таки даёт своё благословение. Теперь судьба пары зависит от того, как к профессии танцовщицы отнесётся мать жениха миссис Адель Кэрролл.

## В ролях
- Адель Джергенс — Мэй Мартин
- Мэрилин Монро — Пегги Мартин
- Рэнд Брукс — Рэнди Кэрролл
- Нана Брайант — миссис Адель Кэрролл[1]
- Эдди Гарр — дядя Билли
- Майрон Хили — двоюродный брат Рэнди

## Саундтрек
- «Every Baby Needs a Da Da Daddy»

Слова Лестера Ли и Аллана Робертса, исполняет Мэрилин Монро
- «Anyone Can See I Love You»

Слова Лестера Ли и Аллана Робертса, исполняет Мэрилин Монро
- «I’m So Crazy for You»

Слова Лестера Ли и Аллана Робертса, исполняет и танцует Адель Джергенс
- «The Ladies of the Chorus»

Слова Лестера Ли и Аллана Робертса, исполняют Мэрилин Монро, Адель Джергенс и другие